# Le Brugeron
Le Brugeron ist eine französische Gemeinde mit 242 Einwohnern (Stand: 1. Januar 2022) im Département Puy-de-Dôme in der Region Auvergne-Rhône-Alpes (vor 2016 Auvergne). Le Brugeron gehört zum Arrondissement Ambert und zum Kanton Les Monts du Livradois (bis 2015 Olliergues). 

## Lage
Le Brugeron liegt etwa 51 Kilometer ostsüdöstlich von Clermont-Ferrand im Livradois (Regionaler Naturpark Livradois-Forez). Die Gemeinde wird im Südosten vom Flüsschen Gérize begrenzt. Umgeben wird Le Brugeron von den Nachbargemeinden la Renaudie im Norden, La Chambonie und La Chamba im Nordosten, Chalmazel-Jeansagnière im Osten, Saint-Pierre-la-Bourlhonne im Süden, Marat im Südwesten sowie Olmet im Westen.

## Bevölkerungsentwicklung
| Jahr                       | 1962 | 1968 | 1975 | 1982 | 1990 | 1999 | 2006 | 2013 |
| Einwohner                  | 638  | 602  | 539  | 411  | 359  | 274  | 274  | 250  |
| Quellen: Cassini und INSEE |      |      |      |      |      |      |      |      |

## Sehenswürdigkeiten
- Kirche La Nativité-de-Saint-Jean-Baptiste